# Leopold Quehl
Leopold Quehl  ( * 1849, Halle -1922 ) fue un botánico alemán y destacado especialista en la familia de Cactaceae.
Fue miembro fundador de la "Deutsche Kakteen-Gesellschaft"

## Honores
En su honor se nombra la especie:
- Gymnocalycium ser. Quehliana Buxb. 1968

- La abreviatura «Quehl» se emplea para indicar a Leopold Quehl como autoridad en la descripción y clasificación científica de los vegetales.[1]